# Plesiopelma longisternale
Plesiopelma longisternale is een spinnensoort uit de familie van de vogelspinnen (Theraphosidae). De wetenschappelijke naam van de soort werd voor het eerst geldig gepubliceerd in 1942 door Schiapelli & Gerschman.